# Přenosná motorová stříkačka PS 12

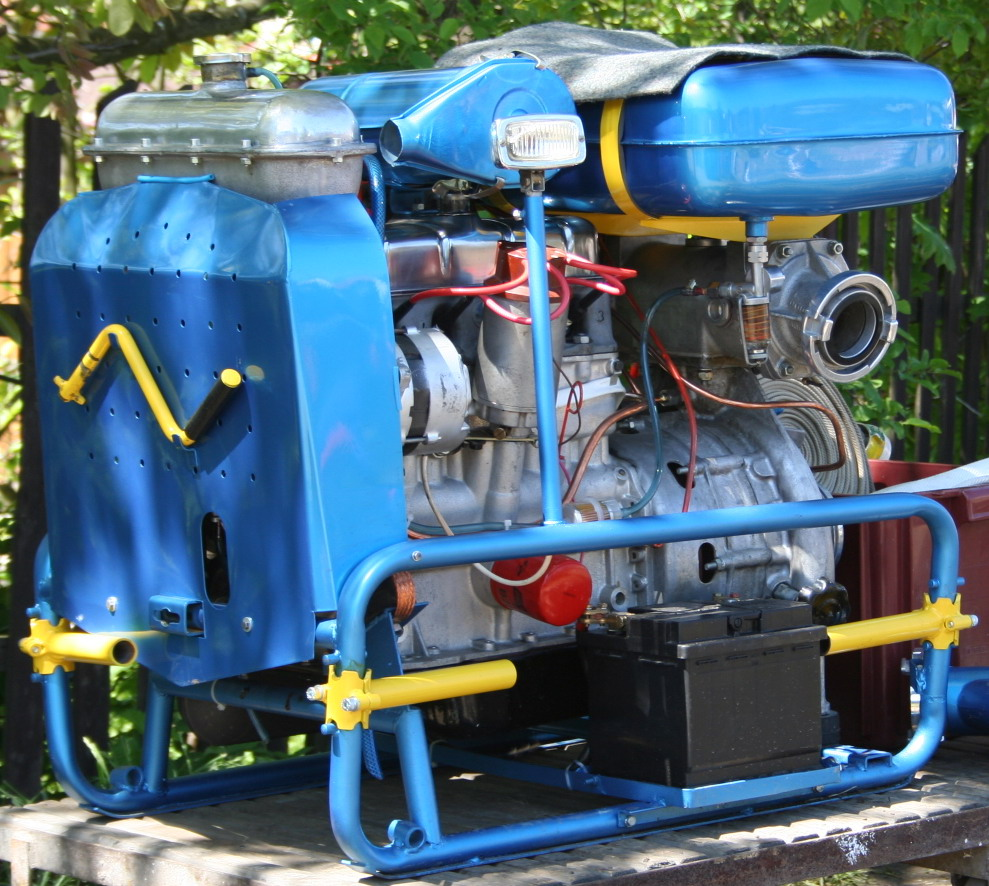
Stříkačka PS 12

Přenosná motorová stříkačka PS 12 je hasičská stříkačka, určená pro jednotky požární ochrany. Slouží k provedení zásahu od vodního zdroje na malé požáry nebo jako čerpadla pro doplňování cisteren, v sérii pak lze použít i několik stříkaček pro dálkovou dopravu vody ze stroje do stroje.  
Vlastní stříkačku lze přenášet čtyřmi osobami a proto je možné její nasazení i na špatně přístupném vodním zdroji. Je tvořena motorovou jednotkou, odstředivým jednostupňovým čerpadlem z lehkých slitin, plynovou vývěvou na spálené plyny a rámem, uzpůsobeným k přenášení stříkačky a ustavení na pevný terén. Motor je čtyřválcový, čtyřdobý, zážehový, původně osazený do Škody 1202, později se montovaly motory ze Škody 1203. Původně se startovala klikou, pozdější verze měly elektrický 12 V startér. Zapalování zajišťovalo v původním provedení magneto Scintilla Vertex, později pak běžný škodovácký rozdělovač. Jako paliva se používá benzínu, spotřeba paliva je asi 11,5 l/hod. Chlazení motoru je kapalinové, dvouokruhové s nuceným oběhem. Stříkačka má jedno sací hrdlo o průměru 110 mm se šroubením a dvě výtlačná hrdla B 75 mm.  
V současnosti jsou oblíbené úpravy této stříkačky pro sportovní účely. Motory stříkaček určených výhradně pro požární sport jsou převrtávány na objemy až 1600-2100 ccm, což sebou nese zvýšení výkonu až na 90 kW, takto upravené stříkačky jsou však nepoužitelné pro požární zásah, nelze je uchladit.

## Technické údaje
- Rozměry : 900 × 603 × 835 mm
- Hmotnost: pohotovostní 189,5 kg (základní bez PH 164 kg)
- Max. výkon při částečném zatížení: 25 kW při 3500 ot/min
- Maximální sací výška: 7,5 m
- Jmenovitý výkon při sací výšce 1,5 m a tlaku 0,8 Mpa 1200 l/min
- Jmenovitý výkon při sací výšce 1,5 m a tlaku 1,2 Mpa 720 l/min
- Jmenovitý výkon při sací výšce 7,5 m a tlaku 0,8 Mpa 600 l/min